# 581e Volksgrenadierdivisie
De 581e Volksgrenadierdivisie (Duits: 581. Volksgrenadier-Division) was een Duitse infanteriedivisie tijdens de Tweede Wereldoorlog. De divisie werd opgericht en alweer opgeheven voor de oprichting compleet en afgesloten was.

## Geschiedenis
De 581e Volksgrenadierdivisie werd opgericht op 26 augustus 1944 bij Flensburg door Wehrkreis X als onderdeel van de 32. Welle uit resten van de vernietigde 352e Infanteriedivisie. Echter, alvorens de oprichting afgesloten was, werd de divisie al op 21 september 1944 omgedoopt in de 352e Volksgrenadierdivisie. 

## Commandanten
| Rang | Naam | Begin            | Eind              |
| ---- | ---- | ---------------- | ----------------- |
|      | ??   | 26 augustus 1944 | 21 september 1944 |

## Samenstelling
- Grenadier-Regiment 1203
- Grenadier-Regiment 1204
- Grenadier-Regiment 1205
- Artillerie-Regiment 1581
- Divisie-eenheden 1581